# Tenseur de Levi-Civita
Pour les articles homonymes, voir Levi et Civita (homonymie).
 (mars 2021).
Si vous disposez d'ouvrages ou d'articles de référence ou si vous connaissez des sites web de qualité traitant du thème abordé ici, merci de compléter l'article en donnant les références utiles à sa vérifiabilité et en les liant à la section « Notes et références ».
Dans un espace euclidien orienté de dimension {\displaystyle N}, le tenseur de Levi-Civita – ou 
tenseur dualiseur – est le tenseur dont les coordonnées dans une base orthonormale directe sont 
données par le symbole de Levi-Civita d'ordre N. En effet, le symbole de Levi-Civita d'ordre N  {\displaystyle \epsilon _{i_{1}\ldots i_{N}}} ou {\displaystyle \epsilon ^{i_{1}\ldots i_{N}}} (aussi appelé pseudo-tenseur unité complètement antisymétrique) n'est pas un tenseur. Par exemple, ses composantes devraient être multipliées par {\displaystyle 2^{N}} lorsque le système de coordonnées est réduit d'un facteur 2.

## Tenseur dualiseur

### Définition
Dans un espace euclidien orienté il existe une forme volume canonique, notée ici {\displaystyle \eta }, définie comme l'unique forme volume telle que {\displaystyle \eta (B)=1} pour une (et donc pour toute) base orthonormale directe {\displaystyle B}.
Le tenseur {\displaystyle \eta } est aussi appelé tenseur de Levi-Civita ou encore tenseur dualiseur.

### Coordonnées covariantes et contravariantes
Dans une base {\displaystyle B} quelconque, on note  {\displaystyle (g_{ij})} la matrice du tenseur métrique et {\displaystyle (g^{ij})} sa matrice inverse.
Le  déterminant {\displaystyle g=\det \nolimits _{B}(g_{ij})} peut s'exprimer à l'aide du symbole de Levi-Civita.
Les coordonnées covariantes et contravariantes du tenseur de Levi-Civita vérifient les relations
et 

On en déduit, dans une base directe quelconque, les relations
et
Puisque {\displaystyle g=1}  dans une base orthonormale, on retrouve ce qui est dit en introduction.
Dans une base rétrograde (ou indirecte), l'expression des coordonnées à l'aide du symbole de Levi-Civita est légèrement modifiée : il faut remplacer {\displaystyle {\sqrt {g}}} par {\displaystyle -{\sqrt {g}}}. En introduisant le symbole {\displaystyle (-1)^{B}=\eta (B)/\left|\eta (B)\right|} égal à 1 si la base est directe et -1 si la base est indirecte on a dans le cas général 
et

### Cas des espaces pseudo-euclidiens
Dans un espace pseudo-euclidien  le déterminant du tenseur métrique n'est pas nécessairement positif. Par exemple dans le cas de l'espace de Minkowski (l'espace-temps quadridimensionnel de la relativité restreinte), le déterminant du tenseur métrique est négatif.
Les relations précédentes peuvent s'écrire, dans une base quelconque, sous une forme valable quel que soit le signe de {\displaystyle g}
et
Par la suite on utilisera le symbole {\displaystyle *} à la place de la lettre grecque {\displaystyle \eta }.

## Propriétés du tenseur dualiseur

### Produit de tenseurs dualiseurs
Les formules suivantes découlent directement des formules obtenues avec le symbole de Levi-Civita d'ordre N.
Le symbole {\displaystyle \delta _{j}^{i}} est le symbole de Kronecker, représentant le tenseur unité. On se place dans le cas euclidien.

#### Résultat d'ordre 2
En effet, si k est différent de l il existe au moins deux indices égaux, soit dans le coefficient du premier tenseur, soit dans celui du second. Le coefficient correspondant est nul, ainsi que le produit. Si k est égal à l, les facteurs respectifs {\displaystyle (-1)^{B}{\sqrt {g}}} et {\displaystyle (-1)^{B}{\frac {1}{\sqrt {g}}}} apparaissant dans chacun des deux tenseurs se simplifient. Les symboles de Levi-Civita {\displaystyle \epsilon ^{k\;i_{2}\ldots i_{N}}} et {\displaystyle \epsilon _{l\;i_{2}\ldots i_{N}}} prennent la même valeur 1 ou -1 dans les deux coefficients et leur produit vaut 1. Enfin, pour chaque valeur commune de k = l, il y a {\displaystyle (N-1)!} choix possibles des indices {\displaystyle i_{2},\dots ,i_{N}}.

#### Résultat d'ordre 4
La démonstration est comparable au cas précédent, les seuls cas où l'on obtient un résultat non nul étant celui où k = l et m= n, pour lequel les symboles de Levi-Civita apparaissant dans les deux tenseurs sont de même signe, et le cas où k = n et l = m, pour lequel les symboles sont de signes contraires, d'où le signe - devant {\displaystyle \delta _{n}^{k}\delta _{l}^{m}}. Pour une paire {k, l} d'éléments distincts donnés, il existe {\displaystyle (N-2)!} choix possibles des indices {\displaystyle i_{3},\dots ,i_{N}}.

### Nullité de la dérivée covariante du tenseur dualiseur
La dérivée covariante du tenseur dualiseur est nulle :

## Définition de tenseurs duaux au sens de Hodge
Le produit du tenseur dualiseur avec un tenseur d'ordre {\displaystyle M} dans un espace de dimension {\displaystyle N}
définit un tenseur d'ordre {\displaystyle N-M}, son dual au sens de Hodge.
Le produit met ici arbitrairement en jeu les {\displaystyle M} derniers indices du tenseur dualiseur.
On aurait aussi bien pu prendre les {\displaystyle M} premiers indices. Les deux conventions différent d'un signe - dans
certains cas.
Exemple, tenseurs duaux en dimension 3 :
Un vecteur {\displaystyle b^{k}} possède un tenseur antisymétrique dual :
Réciproquement, le dual d'un tenseur antisymétrique {\displaystyle a_{ij}} est un vecteur :
Le dual du dual est le vecteur ou le tenseur antisymétrique lui-même.
En effet, on a pour un vecteur :
et pour un tenseur antisymétrique :